# Hipocresia

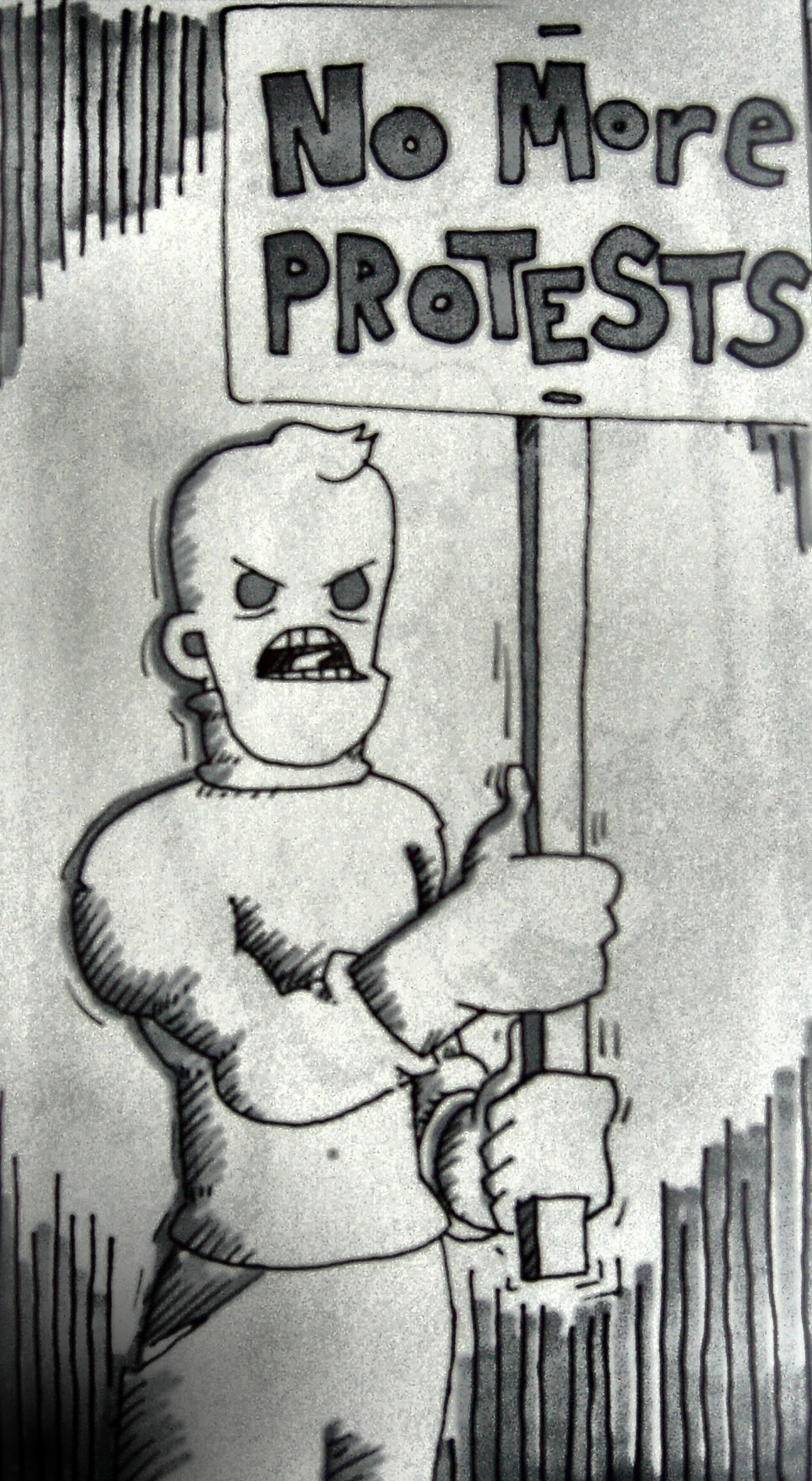
Exemple d'hipocresia, on una persona protesta contra les protestes.

La hipocresia és l'acte de simular qualitats, idees o sentiments diferents dels que en realitat es tenen. De la persona que obra amb hipocresia se'n diu hipòcrita. En un sentit més concret, "hipocresia" sovint es refereix a defensar comportaments que un no practica. Tanmateix, el terme també pot referir-se a altres formes de pretensió, com la participació en comportaments pietosos o morals amb el desig de rebre lloances més que per motivacions genuïnes.
Les definicions d'hipocresia varien. En psicologia moral, és el fracàs de seguir les pròpies regles i principis morals expressats. Segons el filòsof polític britànic David Runciman, "altres tipus d'engany hipòcrita inclouen les reclamacions de coneixement que un no té, les reclamacions d'una consistència que no es pot mantenir, les reclamacions d'una lleialtat que no es posseeix, les reclamacions d'una identitat que no es posseeix". El periodista polític nord-americà Michael Gerson diu que la hipocresia política és "l'ús conscient d'una màscara per enganyar el públic i obtenir beneficis polítics".
La hipocresia ha estat un tema de la saviesa popular i la literatura de la saviesa des dels inicis de la història humana. Cada cop més, des de la dècada de 1980, també s'ha convertit en un centre d'estudis en economia del comportament, ciència cognitiva, psicologia cultural, presa de decisions, ètica, psicologia evolutiva, psicologia moral, sociologia política, psicologia positiva, psicologia social i psicologia social sociològica.

## Etimologia

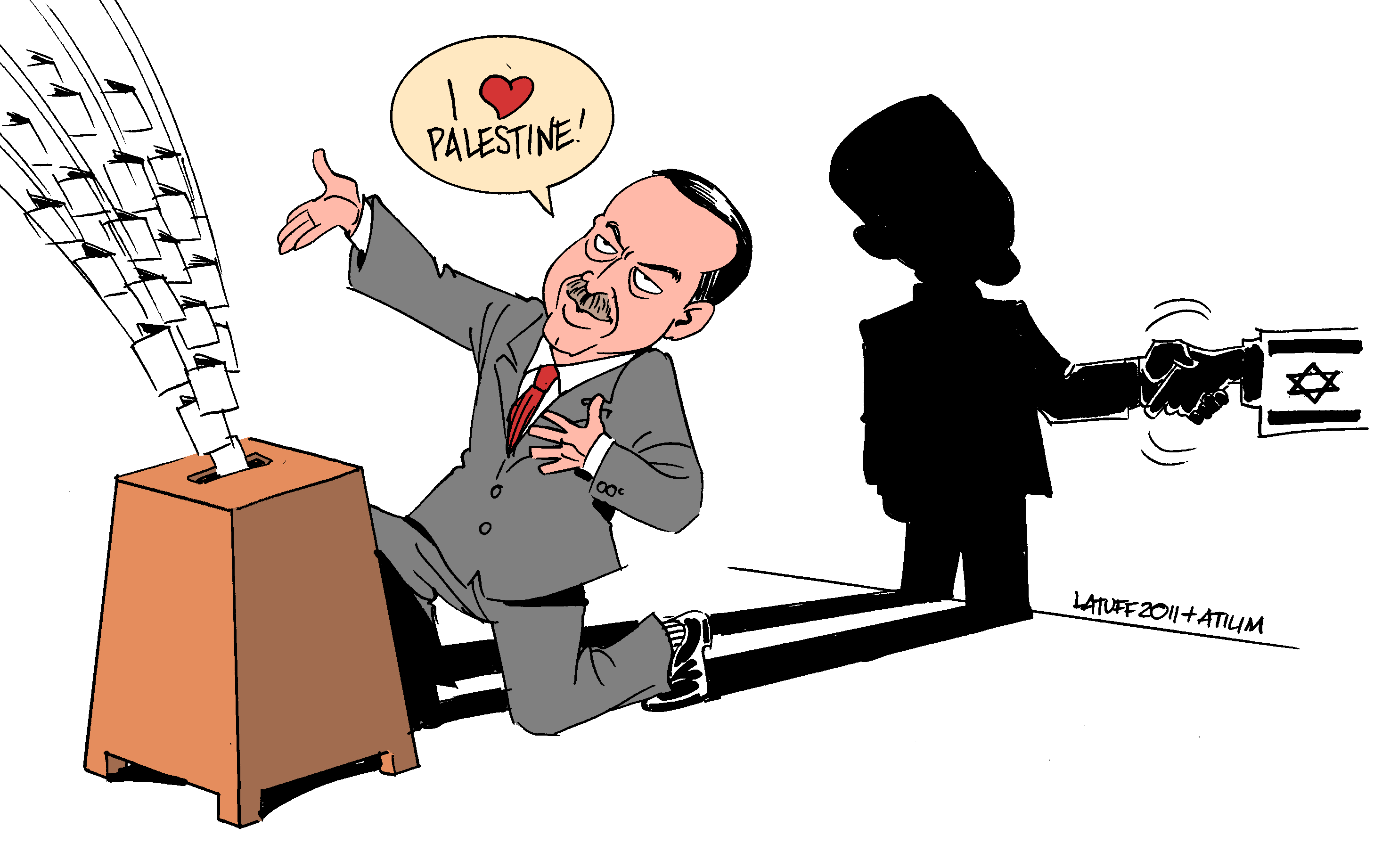
Un exemple típic d'hipocresia són els polítics que de paraula es manifesten a favor de la pau i l'estima amb altres països mentre de fet fan aliances, venen armes o directament els ataquen econòmicament o violenta

La paraula hipòcrita prové del grec antic ὑποκριτής (hypokritēs), que significa “actor de teatre” o “comediant”, i la paraula hipocresia prové del grec ὑπόκρισιɑ (hypokrisia) , que significa representació teatral, substantiu derivat del verb ὑπόκρινομɑι  (hypokrinomai) ‘representar un personatge’. Al seu torn, hypokrinomai deriva del prefix ὑπό (hypo), que significa “sota” o “en comptes de”, i del verb κρίνω (krinō), que significa “jutjar” o “discernir”.
En el context teatral, ὑποκρίνωμαι es refereix a interpretar un paper, és a dir, “jutjar” o “discernir” un personatge sota una màscara o una disfressa. Amb el temps, el terme va prendre un sentit més ampli, relacionat amb la interpretació o representació d’un paper diferent del veritable jo. Un hipòcrita en el sentit original grec era un actor que representava un paper diferent del seu veritable jo. El significat original implicava una certa deficiència en la capacitat de decidir, que és el sentit que informa el significat contemporani de la paraula.
Mentre que hypokrisis s'aplicava a qualsevol tipus d'actuació pública (inclòs l'art de la retòrica), hipòcrites era un terme tècnic per a un actor teatral i no es considerava un paper adequat per a una figura pública. A Atenes durant el segle IV aC, per exemple, el gran orador Demòstenes ridiculitzava el seu rival Èsquines, que havia estat un actor d'èxit abans de dedicar-se a la política, com un hipòcrita que l'habilitat per suplantar personatges a l'escenari el convertia en un polític poc fiable. Aquesta visió negativa dels hipòcrites, potser combinada amb el menyspreu romà pels actors, més tard es va convertir en l'hypocrisis originalment neutral. És aquest sentit posterior d'hipocrisi com a "interpretació", és a dir, l'assumpció d'una persona falsificada, el que dona a la paraula moderna hipocresia la seva connotació negativa.

## Codis morals i religiosos

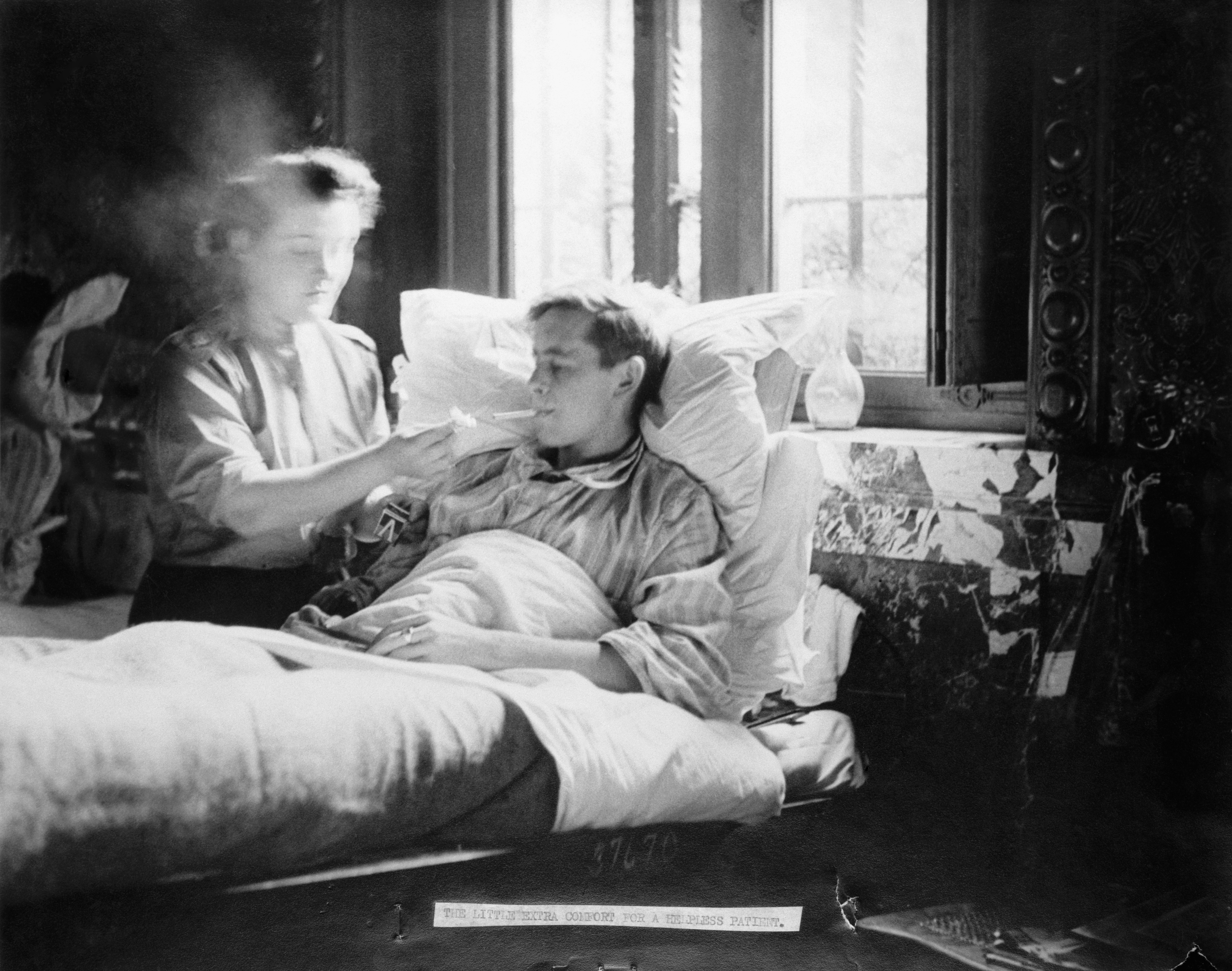
Un adult que fuma i diu als seus fills que no han de fumar manifesta un indici d'hipocresia. La hipocresia sol ser una acusació. Una persona pot ser contrària al tabaquisme però no poder estar-se de fumar.

Molts sistemes de creences condemnen la hipocresia.

### Budisme
En el text budista Dhammapada, Gautama Buda condemna un home que té l'aparença ascètica però que està ple de passions per dins.

### Cristianisme
En algunes traduccions del Llibre de Job, la paraula hebrea chaneph es tradueix com a "hipòcrita", tot i que normalment significa "profà". A la Bíblia cristiana, Jesucrist condemna els escribes i els fariseus com a hipòcrites en el passatge conegut com les afliccions dels fariseus. També denuncia els hipòcrites en termes més generals a Mateu 7:5.

### Islam
A l'Islam, el capítol 63 de l'Alcorà sovint es titula com "Els hipòcrites". La hipocresia, anomenada munafiq a l'Islam, es considera una malaltia greu. L'Alcorà critica els que diuen ser creients i pacificadors, pensant que estan enganyant Déu i els altres, però només s'enganyen a ells mateixos.

## Psicologia social
Els psicòlegs socials generalment han vist la hipocresia com una instància d'incoherència actitudinal i/o conductual. En conseqüència, molts psicòlegs socials s'han centrat en el paper de la dissonància a l'hora d'explicar l'aversió dels individus al pensament i al comportament hipòcrites. Els individus estan motivats a evitar postures hipòcrites per prevenir l'estat d'impuls negatiu de la dissonància. Per exemple, un estudi basat en la dissonància sobre l'ús de preservatius entre adults joves va demostrar que la hipocresia induïda pot provocar un augment de la compra i l'ús de preservatius.

## Filosofia

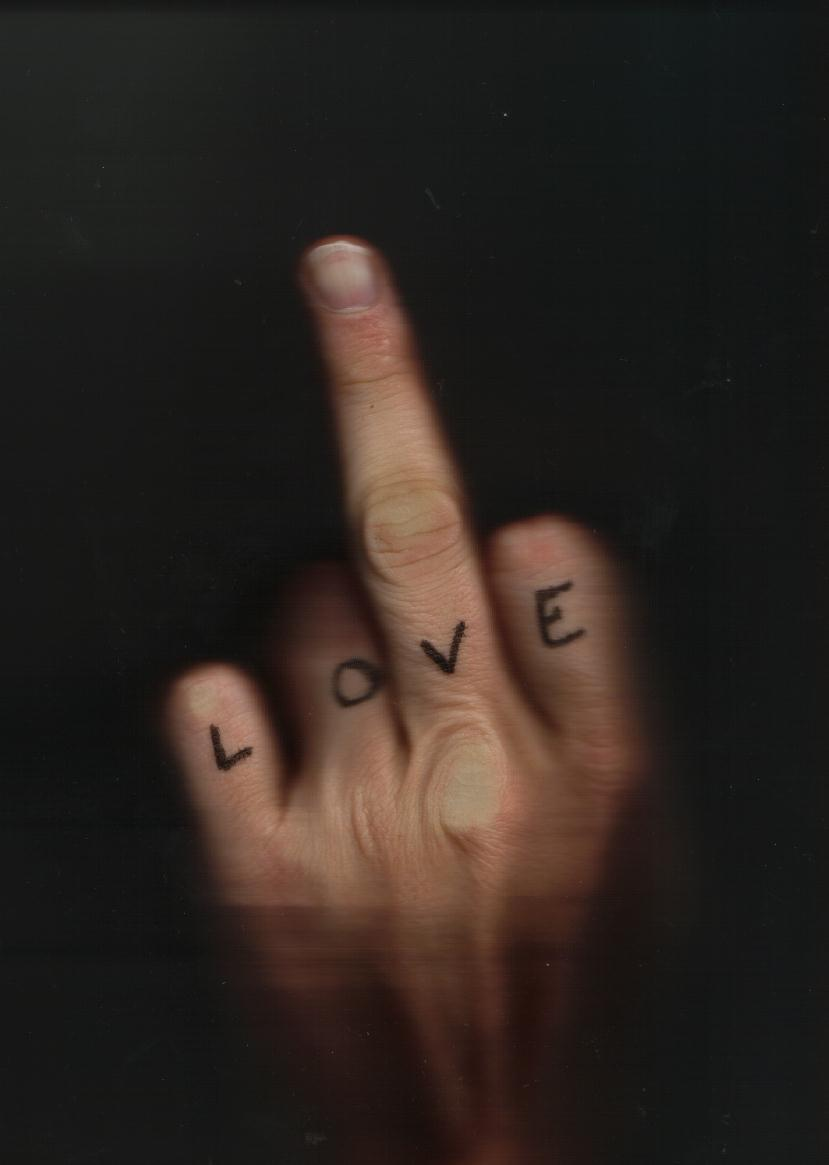
Hi ha molts punts de vista teòrics i conceptuals envers la hipocresia

La hipocresia ha estat un tema intermitent d'interès per als filòsofs almenys des de Maquiavel. Les qüestions filosòfiques plantejades per la hipocresia es poden dividir a grans trets en dos tipus: metafísiques/conceptuals i ètiques. La majoria dels comentaris filosòfics sobre la hipocresia es refereixen a les qüestions ètiques que planteja: la hipocresia és moralment incorrecta o dolenta? Si és així, hi ha alguna cosa clarament censurable o es pot subsumir fàcilment en una categoria més àmplia de conducta moralment censurable, per exemple, l'engany? És necessària o desitjable la hipocresia pel bé de determinades activitats valuoses, sobretot la política?
Recentment, la hipocresia ha emergit com un focus clau en les discussions filosòfiques sobre l'ètica de la culpa. Sembla que fins i tot si una persona ha infringit alguna norma moral i és genuïnament culpable de fer-ho, està obert a desafiar la culpa que se li ingressa amb el motiu que és hipòcrita; una expressió típica d'aquesta idea és la frase: "No tens dret a culpar-me!" En conseqüència, alguns filòsofs argumenten que per tenir la posició o el dret de culpar els altres, la culpa no ha de ser hipòcrita. Les defenses d'aquesta posició normalment s'han centrat en la connexió entre la hipocresia i l'equitat: la idea bàsica és que el culpable hipòcrita d'alguna manera no tracta l'objectiu de la seva culpa com un igual moral. Altres explicacions proposades inclouen la idea que estar en una comunitat moral requereix una voluntat recíproca d'acceptar la culpa, una voluntat que els hipòcrites no tenen. Patrick Todd argumenta que tots i només aquells que estan compromesos amb les normes rellevants tenen la responsabilitat, i els hipòcrites no tenen la mateixa percepció del compromís. Altres filòsofs no neguen que de vegades la pràctica de la hipocresia pot superar el dret d'un possible culpable a culpar els altres; però insistiran que això no és invariablement així, i alguns hipòcrites sí que tenen la culpa. RA Duff suggereix que subjacent al desacord entre aquestes dues opinions hi ha un desacord sobre la mida i l'abast de la comunitat moral, mentre que Kyle Fritz i Daniel Miller suggereixen que el rebuig de la condició de "No-hipocresia" reflecteix la manca de distingir entre el dret a la culpa i el valor de culpar.
La pròpia definició de la hipocresia és la qüestió fonamental de les discussions filosòfiques relativament noves sobre la hipocresia. Les primeres respostes tendien a centrar-se en les qualitats enganyoses o inconsistents de la hipocresia. Per a Eva Kittay, per exemple, l'atribut fonamental dels hipòcrites és "l'engany autorreferencial", i per a Gilbert Ryle, ser hipòcrita és "intentar semblar activat per un motiu diferent del motiu real". Segons l'opinió de Dan Turner, en canvi, la característica fonamental és el "conflicte o disparitat" entre les actituds d'una persona, on això pot implicar o no engany. Bela Szabados i Daniel Statman argumenten que l'autoengany és l'atribut característic de les hipocresies. Roger Crisp i Christopher Cowten identifiquen quatre tipus d'hipocresia: pretensió de bondat moral, crítica moral dels altres per part d'aquells que tenen defectes propis, incompliment dels requisits morals reconeguts a si mateixos i un compromís complaent i irreflexiu amb virtuts fingides o predicades. El que unifica aquests tipus és un "metavice", una manca de "serietat moral". Més recentment, alguns filòsofs –sobretot Benjamin Rossi i Fritz i Miller– han definit la hipocresia en termes de disposició a culpar els altres o a confessar el compromís amb determinades normes juntament amb la manca de voluntat d'acceptar la culpa dels altres o de culpar-se a si mateixos.

## Beneficis
Tot i que la hipocresia té molts aspectes negatius, també hi pot haver beneficis. També hi ha avantatges en ignorar els hipòcrites. La teòrica política Judith N. Shklar argumenta, a "No siguem hipòcrites", que estem massa impacients per interpretar fins i tot les desviacions menors de les creences professades dels nostres oponents com a hipocresia, en lloc d'imperfeccions i debilitats comprensibles a les quals tothom és propens.
El periodista polític Michael Gerson assenyala que "Sovint hi ha un engany hipòcrita implicat en les negociacions polítiques i diplomàtiques, que generalment comencen amb demandes de principis i no negociables que es negocien en el procés de trobar un compromís". Gerson conclou: "la hipocresia és inevitable i necessària. Si es demanés a la gent, en tot moment, estar a l'altura dels ideals d'honestedat, lleialtat i compassió per tal que aquests ideals existeixin, no hi hauria ideals. Ser una persona moral és una lluita en la qual tothom fracassa repetidament, convertint-se en hipòcrita en cadascun d'aquests moments. Una societat justa i pacífica depèn d'hipòcrites que finalment s'han negat a abandonar els ideals que traeixen."